# Piros öv
A Piros öv (eredeti cím: Redbelt) 2008-ban bemutatott amerikai harcművészeti film David Mamet rendezésében. A főbb szerepekben Chiwetel Ejiofor, Alice Braga, Emily Mortimer és Tim Allen látható.
Az Amerikai Egyesült Államokban 2008. április 7-én mutatták be a Sony Pictures Classics forgalmazásában. A 7 millió dolláros költségvetésből készült film mindössze 2,7 millió dolláros bevételt termelt.

## Cselekmény
Mike Terrynek van egy harcművészeti klubja, ahol küzdősportra és helyes életvitelre tanítja növendékeit. Az egyik nap betörik a kirakata és ez rádöbbenti, anyagilag a padlóra került: vagy a kirakatot csináltatja meg vagy kifizeti a jövő havi bérleti díjat. Szerelme állandóan az orra alá dörgöli, hogy nincs pénze és így semmire sem megy az erkölcsös életével. 
Mike ezért benevez egy versenyre, ahol a győztes pénzjutalmat kap. Éppen az ő meccse következne, de rájön, hogy csalás történt, ezért összepakol és elmegy. Aztán mégis visszatér, mert ki akarja teregetni a szennyest: ám ez sokak érdekeit sérti, ezért Mike-nak végig kell verekednie magát ellenfelein.

## Szereplők
| Szerep       | Színész          | Magyar hang        |
| ------------ | ---------------- | ------------------ |
| Mike Terry   | Chiwetel Ejiofor | Király Attila      |
| Sondra Terry | Alice Braga      | Zsigmond Tamara    |
| Laura Black  | Emily Mortimer   | Kisfalvi Krisztina |
| Chet Frank   | Tim Allen        | Csankó Zoltán      |
| Joe Collins  | Max Martini      | Kardos Róbert      |
| Jerry Weiss  | Joe Mantegna     | Háda János         |